# Kanton Mélisey
Mélisey is een kanton van het Franse departement Haute-Saône. Het kanton maakt deel uit van het arrondissement Lure.

## Gemeenten
Het kanton Mélisey omvatte tot 2014 de volgende 13 gemeenten:
- Belfahy
- Belmont
- Belonchamp
- Écromagny
- Fresse
- Haut-du-Them-Château-Lambert
- La Lanterne-et-les-Armonts
- Mélisey (hoofdplaats)
- Miellin
- Montessaux
- Saint-Barthélemy
- Servance
- Ternuay-Melay-et-Saint-Hilaire

Bij de herindeling van de kantons door het decreet van 17 februari 2014, met uitwerking op 22 maart 2015 werden daar volgende 21 gemeenten aan toegevoegd : 
- Amage
- Amont-et-Effreney
- Beulotte-Saint-Laurent
- Breuchotte
- La Bruyère
- La Corbière
- Corravillers
- Esmoulières
- Faucogney-et-la-Mer
- Les Fessey
- Lantenot
- La Longine
- Magnivray
- La Montagne
- La Proiselière-et-Langle
- Raddon-et-Chapendu
- Rignovelle
- La Rosière
- Saint-Bresson
- Sainte-Marie-en-Chanois
- La Voivre

Op 1 januari 2017 werden de gemeenten Miellin en Servance samengevoegd tot de fusiegemeente (commune nouvelle) Servance-Miellin.